# Crypsiprora ophiodesma
Crypsiprora ophiodesma là một loài bướm đêm trong họ Noctuidae.